# Аделфотес

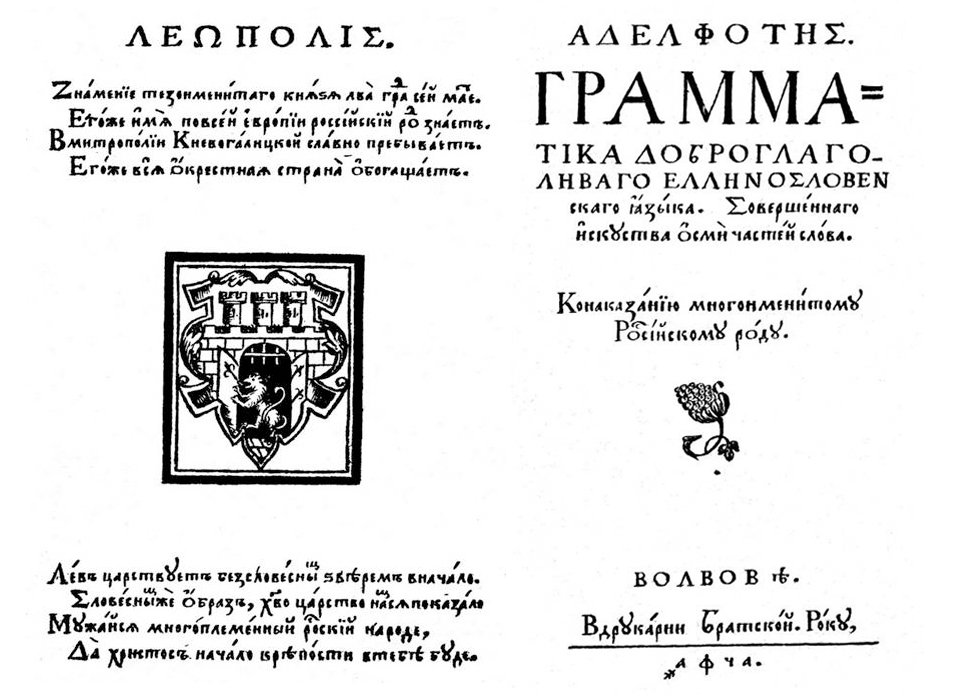
Титульні аркуші «Адельфотес»

Аделфоте́с (грец. Ἄδελфότης — братство; «Грамматика доброглаголиваго еллинословенскаго языка. Грамматіка доброглаголиваго еллинословенскаго языка. Совершеннаго искуства осми частей слова. Ко наказанїю многоименитому Російскому роду.») — грецько-церковнослов'янська граматика, складена 1588 р. Арсенієм Еласонським разом з учнями Львівської братської школи.
Граматику видано восени 1591 р. у Львівській братській друкарні двома мовами: грецькою і староукраїнською. Тексти (грец. і староукр.) подані паралельно: у розгонутому вигляді на лівій сторінці — грецький текст, на правій — церковнослов'янський.
Граматика поділяється на 4 частини: орфографію, просодію, етимологію і синтаксис. Підручник знайомив студентів із граматичними закономірностями грецької та староукраїнської мов, сприяв розвитку й утвердженню граматичної термінології в українській школі, процесу нормування церковнослов'янської книжної мови. Особливості староукраїнської мови в Адельфотесі відображені недостатньо. Праця була пристосуванням до слов'янських мов грецької граматики Іоанна Дамаскина, яку довго використовували складачі граматик у Москві, в Україні та в Білорусі.
Крім того, підручник слугував уведенням у вивчення інших наук: діалектики, риторики, музики, арифметики, геометрії, астрономії, медицини й богослов'я.
Граматика «Адельфотес» чималий час була єдиним підручником грецької мови в східнослов'янських школах. Вона практично показала рівноцінність грецької і церковнослов'янської мов, що теоретично доводили тогочасні науковці.
Граматику «Аделфотес» укладено за зразком граматик Костянтина Ласкаріса і Філіппа Меланхтона. Це видання важливе також тим, що в ньому закладено підвалини української національної філології.
В Аделфотесі зображено герб Львова і до нього додано восьмирядковий вірш, у якому звеличується княже місто («єго же імя всей Європії роський род знаєт»), міститься заклик до єдності українського народу: «Мужайся, многоплеменний роський народе!».